# Ромер, Витольд
Витольд Ромер (пол. Witold Romer; 14 июля 1900, Львов — 19 апреля 1967, Вроцлав) — польский инженер-химик, профессор кафедры фототехники Вроцлавской политехники, почётный член Международной федерации фотографического искусства FIAP.

## Биография
Родился 14 июля 1900 года во Львове (Королевство Галиция и Лодомерия, Австро-Венгрия, ныне Украина). Сын географа Эугениуша Ромера и Ядвиги Росскнехт, также у него был брат Эдмунд, инженер-метролог, ученик профессора Войцеха Свентославского. В возрасте 18 лет Витольд участвовал в битве за Львов с 1 по 22 ноября 1918, сражаясь за пожарную станцию и львовскую Цитадель.
Витольд обучался во Львовской политехнике и ряде других высших учебных заведений Европы в конце 1920-х по специальности фотографического искусства. В 1931 году им была создана новая техника работы с позитивами под названием изогелия. Через год он занял пост преподавателя фотографии во Львовской политехнике, также руководил фотомеханическим отделом при отцовском издательстве «Książnica Atlas». В 1935 году окончил Львовскую политехнику и получил звание доктора физической химии, в 1937 году начал заниматься публикацией фотографических открыток с изображениями различных достопримечательностей Польши, которые пользовались огромной популярностью в то время.
Во время Второй мировой войны Ромер находился в Англии, занимался фотосъёмкой для британских королевских ВВС. По возвращении в Польшу в 1946 году переехал во Вроцлав, где организовал кафедры фототехники как во Вроцлавской политехнике (Вроцлавском технологическом университете), так и во Вроцлавском университете (факультет математики, физики и химии, отделение химической технологии). Позднее кафедра осталась на химическом отделении Вроцлавской политехники. В 1947 году он защитил хабилитационную работу и стал доцентом в 1948 году, а в 1956 — профессором.
В число работ Витольда Ромера входят 72 научные работы, эссе и рецензии, многочисленные патенты и две монографии. За свою фотографическую деятельность он был награждён Серебряным Крестом Заслуги (5 мая 1939), в 1956 году вступил в FIAP (Международная федерация фотографического искусства), в 1957 году получил награду города Вроцлава (1957), в 1965 году — звание Командора Ордена Возрождения Польши (III степень).
Скончался 19 апреля 1967 года во Вроцлаве.